# Sint-Antoniusgesticht (Oostburg)
Het Sint-Antoniusgesticht is een voormalig klooster en ziekenhuis in de Zeeuwse stad Oostburg, gelegen aan de Langestraat 47.
In 1856 werd het klooster betrokken door de uit Oosterhout afkomstige zusters Franciscanessen van Charitas. Dezen verzorgden zieken en bejaarden en richtten er een bewaarschool in. Vanaf 1926 organiseerden zij ook de wijkverpleging.
Na 1970 vertrokken de zusters. Het gebouw werd gesloopt en een nieuw ziekenhuis verrees aan de Pastoor van Genklaan 6, anno 2023 bekend als ZorgSaam Ziekenhuis locatie Antonius.